# 파주 이이 유적
파주 이이 유적(坡州 李珥 遺跡)은 대한민국 경기도 파주시에 있는 이이 선생 관련 유적이다. 2013년 2월 21일 대한민국의 사적 제525호로 지정되었다.

## 개요
조선 중기 유학자이자 경세가인 이이는 퇴계 이황의 학문을 더욱 발전시켜 중국의 성리학과 차별되는 조선 성리학의 토대를 닦은 인물로서 우리나라 정신사에 지대한 업적을 남긴 인물이다. 파주 이이 유적은 이이선생을 배향한 자운서원과 이이선생 및 신사임당의 묘소를 포함한 가족묘역이 한 공간에 모여 있는 율곡 이이 관련 유적을 대표하는 곳으로 한 인물에 근원한 문화유산이 모인 장소성이 큰 의미가 있다.

## 자운서원
효종의 친필 사액으로 세워졌다. 경기도 파주시 법원읍에 위치하고 있다. 기념관에는 이이와 그의 어머니 신사임당의 유물이 전시돼 있고 인근에 율곡교원연수원과 두루뫼박물관 및 술이홀통일박물관이 있다. 부지(넓이 8만평)가 넓고 자연경관이 수려하고 한적하여 산책을 즐기기에 좋다. 매년 9월에는 율곡문화제가 개최된다.

## 자운서원묘정비
자운서원의 역사를 적은 비이다. 자운서원은 조선시대의 대학자인 율곡 이이의 학문과 덕행을 추모하고자 광해군 7년(1615)에 지은 서원으로, 이이의 묘와 그 조상들의 묘가 있는 파주지역에 건립되었다. 이이의 제자인 김장생·박세채의 제사도 함께 지냈던 곳으로, 효종 즉위년(1649)에 왕이 자운이란 현판을 내리었다. 비는 서원의 자운문 바깥의 오른쪽에 자리하고 있으며, 받침돌 위에 비몸을 세우고 지붕돌을 얹은 모습이다. 2단으로 이루어진 받침돌은 아랫단은 4장의 돌로 짜 맞추고, 윗단은 옆면과 윗면에 각각 구름과 연꽃무늬를 두었다. 비문은 송시열이 짓고 글씨는 김수증이 예서체로 썼으며, 비의 명칭은 김수항이 썼다.

## 신사임당묘
조선시대의 대표적인 여성 예술가이자 율곡 이이(李珥)의 어머니인 신사임당(1504∼1551)의 묘소이다. 사임당은 당호(堂號:이름대신 허물없이 부르거나 쓰기 위해 지은 이름)로써, 최고의 여성상인 중국 주나라 문왕의 어머니 태임(太任)을 본받는다는 뜻이다. 사임당은 어려서부터 경전에 능통하였으며, 7살 때 이미 산수도, 포도도를 그렸다. 여성적인 섬세함과 정교함을 발휘하는 그의 화풍은 따를 자가 없었고, 글씨도 뛰어났다. 뿐만 아니라 남편을 잘 보필한 아내로서, 율곡 선생 같은 훌륭한 대정치가이자 학자를 길러낸 어머니로서 우리나라 현모양처의 본보기로 평가되고 있다. 남편 이원수와 합장되어 있는데, 묘 앞에는 묘비·상석·향로석이 있으며, 좌우에는 문인석 1쌍이 세워져 있다. 후에 새로 세운 까만 돌(烏石)로 만든 묘비 1기가 묘 뒤편에 있으며, 상석 앞부분은 화강암 바닥으로 단장하였다.

## 이이선생 묘
조선 중기 학자·정치가인 율곡 이이(李珥, 1536~1584)의 묘이다.
이이는 덕수 이씨로 강원도 강릉 북평촌의 외가에서 태어났다. 아버지는 증좌찬성 이원수이며, 어머니는 사임당 신씨(師任堂 申氏)이다. 대사헌, 대제학 호조·병조·이조판서 등의 관직을 역임하였다. '십만양병설'을 주장하였고 공부를 쌀로 납부할 것을 건의하는 한편 사창의 설치에 노력하였다. 명종실록 편찬에 참여하였고 동호문답, 성학집요, 격몽요결 등을 지었으며 기자실기를 편찬하였다. 성혼과 이기·사단칠정·인심도심 등을 논하였고 유학에 있어서 이황과 쌍벽을 이루는 학자로서 이황과 서경덕의 설을 절충하여 일원론적 이기이원론을 주장하였다. 기호학파를 형성하여 후세의 학계에 강력한 영향을 끼쳤다. 세상을 떠난 후 이곳 파주 자운산 선산에 묻혔다.

## 이이선생 신도비
자운 서원에 들어서면 왼쪽 언덕에 세워져 있는 이 신도비(神道碑)는 조선 중기의 대학자였던 율곡 이이 선생(1536~1584)의 일대기를 기록한 비이다.
이 신도비는 이이 선생이 돌아가신 후 47년이 지난 1631년(인조 9년) 4월에 건립된 것으로, 비문은 이항복이 짓고 신익성이 썼으며, 전액(篆額 : 전자(篆字)로 쓴, 비갈(碑碣)이나 현판의 제액(題額)을 말함)은 김상용이 썼다.
재질은 대리석이고 앞 뒷면에 글이 씌어졌으며, 앞면에는 몇 군데 총알 자국이 남아있다.

## 같이 보기
- 신사임당
- 이이
- 자운서원